# الصومال الفرنسي
أرض الصومال الفرنسي (بالفرنسية: Côte française des Somalis)‏، كانت مستعمرة فرنسية في القرن الأفريقي. تأسست بعد عدة معاهدات فيما بين 1883 و1887 مع السلاطنة الصوماليون حتى 1946، عندما أصبحت أراضي ما وراء البحار تابعة لفرنسا. عام 1967، أعيد تسمية أرض الصومال الفرنسية بأراضي العفار والعيسى الفرنسية عام 1977، أصبحت بلداً مستقلاً باسم جيبوتي.

## التاريخ

### دوافع الإرتياد
بدأ اهتمام فرنسا بشرق أفريقيا منذ عام 1835 حينما إتخذت خطوات عملية في ارتياد وأكتشاف تلك المنطقة والبحث عن مكان لأيجاد منشأة فرنسية، وتتابعت تلك البعثات الكشفية التي بعثت بها فرنسا لدراسة سواحل البحر الأحمر وشرق أفريقيا ومنها: بعثة كومب، وبعثة تاميزبيه، وبعثة فريه، وبعثة جاليفيه وروجيه على التوالي وأن كانت هذه البعثات لم تحقق مكاسب علمية لفرنسا من إيجاد رابطة بأي لون كانت، فأنها قد سلطت أضواء على هذه المناطق، فبعثة كومب فشلت في محاولتها إيجاد نفوذ لفرنسا في زيلع، وكذلك في مصوع التي كانت خاضعة للإدارة المصرية، وبعثة فريه أشارت إلي المستعمرات خطوات الناشئة حول خليج عدن وناشدت دولة (فرنسا) إتخاذ خطوات علمية في هذه المنطقة الهامة على طرق التجارة العالمية بين الشرق والغرب (جنوب البحر الأحمر)
ولنجاح بريطانيا في احتلال عدن بقوة السلاح عام 1839، وفصلها عن أمارة لحج، واحتلال بعض الجزر في خليج عدن، أن بدأت فرنسا تتطلع إلي هذهالمنطقة كقاعدة إستراتيجية ومركز تموينلسفن الفرنسية بين الشرق والغرب وأسندت أمر بعثة علمية إلي العالم الفرنسي روشيه ديريكور ليقوم برحلة إلي خليج تاجورة، ومنها إلي إقليم شوا ودراسة تلك المناطق وتقديم تقرير شامل عن مدي استفادة فرنسا من إيجاد علاقات أي كانت مع سكان تلك الجهات.

### استعراض
مستعمرة الصومال الفرنسية، هي المستعمرة التي كونتها فرنسا في شرق أفريقيا والتي شملت أوبوك وجيبوتي والأراضي المحيطها بهما.
ويلاحظ أن الاستقرار الفرنسي فيها، لم يخل من منافسة بينهما وبين الدول الأوروبية وخاصة من جانب إيطاليا وبريطانيا، فقد شهدت سواحل الصومال منافسة دولية خاصة بعد قيام الدول المهدية واجبار مصر على اخلاء سواحل شرق أفريقيا، فقد استطاعت مصر في عهد الخديوي إسماعيل، أن تثبت أقدامها في المناطق الهامة على البحر الأحمر وفي سواحل أفريقيا الشرقية، قبل أن تسبقها الدول الاستعمارية بل أن السياسة المصرية كانت ترمي إلى بسط السيطرة المصرية على سواحل البحر الأحمر الغربي كله، وعلى الساحل الأفريقي الشرقي المواجه للمديرية الاستوائية وأعلنت ذلك في معاهدة 1877، وامتدت السيادة المصرية إلى رأس جردفون ثم راس حافون جنوب المحيط الهندي وأخذت بريطانيا على مصر عهدا بأن تتنازل لدولة أجنبية على أي جزء من تلك البلاد.
وقد علل سالسبوري اعتراف بريطانيا بنفوذ مصر في هذه المناطق بقوله: «ان هذه الخطوة هي الأمان الوحيد لنا ضد أطماع الدول الأوروبية التي تطمع في وضع يدها على الجزء المواجه لعدن في ساحل أفريقيا».
ولكن الدول الأوروبية سرعان ما عملت ما عملت على اقتسام المنطقة، فكونت إيطاليا مستعمرة إرتريا بفضل جهود المبشرين الإيطاليين وأشهرهم سابيتو الذي اراد أن يكون لايطاليا نفوذ كبير في البحر الأحمر واستطاع في عام 1869 أن يستأجر ميناء عصب في ساحل اريتريا، وفي يوليو 1882 اقر البرلمان الإيطالي احتلال عصب وما كانت إيطاليا تثبت أقدامها في المنطقة، حتى أسرعت بمد سلطانها شمالا وجنوبا منتهزة فرصة انسحاب المصريين من بيلول فأرسلت فرقة من رجال البحرية الإيطالية احتلها في 25 يناير 1885، ثم اتجهت انظار الإيطاليين إلى ميناء مصوع، فهو مخرج طبيعي لاقليم الحبشة الشمالية، فوضع يدها عليه، وردد مانشيني أن مفاتيح البحر الأبيض هي في الحقيقة في البحر الأحمر، وفي عام 1890 أصدرت الحكومة الإيطالية مرسوما بتوحيد الممتلكات الإيطالية في البحر الأحمر باسم إرتريا.
كذلك كونت إيطاليا ما عرف بالصومال الإيطالي وشمل الأراضي الواقعة على الجزء الجنوبي من اوبيا، وقد أجبرت إيطاليا الشيوخ المحليين على توقيع عدة اتفاقات معها لفرض الحماية على أراضيهم، وفي عام 1889 وضع سلطان أوبيا أراضيه تحت الحماية.
أما بريطانيا فقد كونت ما عرف بالصومال البريطاني الذي تكون من بربره، وزيلع وبلحار بعد أن أجبرت مصر على اخلاء السودان.
وجدير بالذكر أن فرنسا وافقت على احتلال إيطاليا لارتريا، فقد حاول السفير الإيطالي أن يشرح أمام وزير الخارجية الفرنسية أسباب تدخل الحكومة الإيطالية في مصوع فذكر الجنرال منابريا لفري أن إيطاليا لم يكن لها غرض عندما أنزلت قواتها في نقط معينة من الساحل الأفريقي للبحر الأحمر الا أن تضمن بهذا الاحتلال الموقت المحافظة على النظام، فانتهز جول فيري الفرصة، وطلب إلى ديكوية سفير فرنسا في روما أن يبلغ الحكومة الإيطالية أن فرنسا قد أخذت علما بهذه التصريحات التي تحدد الحالة الناتجة عن إرسال قوات عسكرية إيطالية على السواحل الغربية للبحر الأحمر، وهكذا حدد جول فري حرية عمل الإيطاليين في هذه المناطق لأنه اتضح بالفعل أن الإيطاليين استقروا في المنطقة وكأنهم سيصبحون السادة الفعليين فيها.
كما تم الاتفاق بين الدولتين على تحديد الصومال الإيطالي بتوقيع بروتوكل في روما في 10 يوليو 1901.
أما عن الصومال الفرنسي فمنذ تأسيس شركة الهند الشرقية الفرنسية وفرنسا تحاول العمل بنشاط في شرق أفريقيا، وحذت حذوها الشركات التجارية الفرنسية. حتى أن بريطانيا عندما بدأت علاقتها بشرق أفريقيا وجدت أن اللغة الفرنسية معروفة في زنجبار، وكلوه وغيرها من موانئ أفريقيا الشرقية نتيجة الاحتكاك الطويل مع التجار الفرنسيين.
وكانت الحملة الفرنسية على مصر واتجاه فرنسا للتوسع في الشرق الأدنى ومحاولاتها الاستيلاء على بلاد الشام بالأمراء العرب في الخليج بمثابة الخطر الذي نبه بريطانيا بضرورة العمل على القضاء على محاولات فرنسا وتقوية النفوذ البريطاني في البحار الشرقية وبصفة عامة عند مدخل البحر الأحمر والخليج العربي بصفة خاصة وهذا هو تصور السياسة البريطانية في القرن التاسع عشر.
وقد تبلور اهتمام فرنسا بساحل البحر الأحمر المطل على خليج عدن فكونت ما عرف بالصومال الفرنسي، والواقع أن هذه المستعمرة أفادت منها فرنسا لموقعها الهام فقط فهي مستعمرة صغيرة فقيرة الموارد، بها ساحات كبيرة قاحلة، تكثر بها المرتفعات مثل مرتفعات بارادين في الجنوب، وهضبة ويما في الوسط، ومرتفعات جماراداكا ويتخلل هذه المرتفعات بعض المنخفضات التي يشغل بعضها البحيرات مثل بحيرة أبي وعسل في الجنوب الغربي، وتنتشر المصهورات البركانية التي تغطي بعض المناطق المنخفضة والحافات المرتفعة. والمناطق المأهولة فيها تتركز حول تاجورة وجيبوتي وكان من الصعب على الفرنسيين استغلال ثروة البلاد بسبب وعورة الأرض، ونظرا لضعف موارد المستعمرة عبر عضو البرلمان الفرنسي دي لانسيو عن رايه في عام 1884، أن فرنسا لن تستفيد شيئا من هذه الأراضي.
ولكن كان للحكومة الفرنسية راي آخر، لأنها اهتمت بهذه المنطقة المطلة على خليج عدن، ووضعت مشروعا تجاريا لانشاء محطة تجارية فيها منذ منتصف القرن التاسع عشر، وذلك لموقعها الاستراتيجي الهام، ولذلك نشطت الشركات التجارية الفرنسية في المنطقة مثل شركة نانت الفرنسية، التي كانت ملك لأحد الفرنسيين وهو كومب الذي أندى نشاطه في ساحل البحر الأحمر الغربي إلى انزعاج شركة الهند الشرقية البريطانية التي رأت في استقرار دولة أجنبية مثل فرنسا على الشاطئ المقابل لمستعمرة عدن يضر اضرارا بالمصالح البريطانية، ولذلك عملت الشركة على تكليف الكابتن هينز حاكم عدن بالعمل على احتفاظ بريطانيا بمركز ممتاز بين سكان الشاطئ الأفريقي المواجه لعدن سواء عن طريق الوسائل السياسية أو عن طريق الوسائل التجارية أو عن طريقهما معا، وعلى ذلك فقد اتجهت بريطانيا أيضا بأنظارها إلى ساحل الصومال لرصد نشاط فرنسا، التي واصلت إرسال البعثات مثل بعثة كومب، وتموسيير في الفترة ما بين 1853-1837 وبعثة فريه، وجالليني، وروجيه في الفترة ما بين 1839-1842 وأفادت فرنسا من هذه البعثات في ادعاء حقوق لها بالمنطقة، وفي الفترة ما بين 1838-1848 تجول في أراضي شرق أفريقي أنتوان دايدي فكان من أوائل الفرنسيين الذين زاروا أثيوبيا وكتب عن عادات السكان وعن اكتشافاته في المنطقة ودعا حكومته إلى ضرورة الاهتمام بشرق أفريقيا.
ولكن أهم هذه البعثات كانت بعثة هنري لامبير التي وصلت إلى خليج تاجورة وعمل لامبير على ايجاد خط ملاحي بين عدن وموريشيوس، ونجح في ذلك وفي عام 1857 عين لامبير ممثلا وقنصلا لفرنسا في المنطقة وقد قدم خدماته إلى أبي بكر أحد زعماء تاجورة الذي وافق على اعطاء فرنسا ميناء تاجورة والبلاد التابعة له ولكن تسليم الميناء لم يتم لان حاكم زيلع قتل لامبير أثناء استعداده للرحيل إلى فرنسا في 4 يونيو 1859 فأحدث مقتله صدى كبير في فرنسا وأرسل نابليون الثالث الأدميرال فلريو إلى المنطقة للقبض على القتلة والجناة فانتهز الفرصة، وعمل على التجول في المنطقة وعلى تأكيد حقوق فرنسا التي حصلت عليها في خليج تاجورة بفضل جهود لامبير. وقررت حكومة فرنسا انزال العقاب بالجناة الذين قتلوا لامبير واتهمت الشيخ علي شرماكي حاكم زيلع فبض عليه وحكم على أهل زيلع بدفع دية لاسرة لامبير ثم عين القائد الفرنسي فلريو أبا بكر إبراهيم حاكما على زيلع.
وحين كان فلريو دي لانجل يقوم بمهمة القبض على شرماكي، بعث اليه بعض الشيوخ يطلبون منه أن يشملهم نابليون بحمايته، وأبدى الدناقل نفس الرغبة ولذلك اصطحب دي لانجل معه، أحد ممثلي الدناقل ويدعى ديني أحمد أبو بكر، سلطان رهيطة حيث أبرمت الحكومة الفرنيسة معه في 11 مارس 1862، معاهدة نصت على أن يتنازل شيوخ الدناقل وعلى وجده الخصوص ديني سلطان رهيطة للإمبراطور نابليون الثالث عن ميناء اوبوك وخليجه، بالإضافة إلى المنطقة الممتدة من رأس علي جنوبا إلى رأس دوميرا شمالا في مقابل 10.000 تاليزي، كما نصت المعاهدة على أن يوافق شيوخ الدناقل ويتعهدوا باطلاع المسئولين الفرنسيين في اوبوك على أي عرض يقدم اليهم ولا يلقى قبولا من الحكومة الفرنسية.
وفي 20 مايو 1862 حصلت فرنسا على أبوك واقامت مركزا فيها وتم رفع العلم الفرنسي عليها.
وجدير بالذكر أن حاكم عدن البريطاني بلايفير احتج وذكر أن الفرنسيين استولوا على أراضي تابعة للامبارطورية العثمانية وانه إذا كانت تركيا لا تباشر سيطرتها عن طريق رفع علمها وإرسال أحد موظفيها الرسميين، فان أحد لا يستطيع أن يذكر أنها الدولة صاحبة السيادة على كل الأراضي، وردد وإلى الحديدة أحمد باشا نفس العبارات، مؤكدا السيادة العثمانية على هذه المنطقة.
ولكن فرنسا طمعت أيضا في المنطقة الواقعة عند خليج عادولي، وسنحت لها الفرصة عندما طلب النجاشي من نابليون الثالث العون، في مقابل اعطاء فرنسا أراضي على الساحل، وارسل نابليون في 13 أكتوبر 1859 الكابتن روسل الذي وقع معاهدة مع النجاشي الذي أبدى استعداده للتنازل عن شاطئ خليج عادولي في مواجهة زيلع، كما زار روسل مصوع وعصب ثم أوبوك، وتاجورة وأكد روسل بعد عودته إلى فرنسا في عام 1860 أهمية تأكيد حقوق فرنسا في سواحل البحر الأحمر.
ورغم توقيع معاهدة روسل الا أن فرنسا رأت أن تاجورة هي المخرج الطبيعي للمنتجات وللتجارة القادمة من أراضي الشوا أقوى ممالك أثيوبيا، وانه من الأفضل لها دعم سيطرتها على خليج تاجورة.
ورغم أن فرنسا اشترت أوبوك منذ عام 1862 لاقامة محطة بحرية فيها، الا أنها لم تستغل الموقع لعدة سنوات، واصلت السفن الفرنسية التردد على عدن للتزود بما تحتاج اليه، ولذلك دعى دنيس دي ريفور في عام 1868 بلاده لتأكيد سيطرتها على اوبوك وخاصة وأنه قام بزيارة المنطقة، وكتب تقريرا بضرورة دعم السيطرة الفرنسية في المنطقة وطالب دنيس بانشاء مركز عسكري في أوبوك، كما كتب بأن فرنسا إذا أرادت تدعيم سيطرتها على الهند الصينية فلابد لها من أن تدعمها أولا في أوبوك، وقد أثمرت نداءات دي ريفور فتأسست في عام 1881 وكالتان تجاريتان في أوبوك، كذلك تأسست جمعية أوبوك الفرنسية وعلى رأسها بول سوليه الذي وصل من أوبري إلى اوبوك لانشاء محطة للفحم، خوفا من أن تقدم بريطانيا على عدم مساعدة فرنسا في الزود بالفحم من عدن.
ومنذ هذه الفترة بدأت البوارج الفرنسية تكثر في مياه خليج عدن وفي أثناء الحرب الصينية (1881-1885) اتخذت فنسا من أوبوك محطة للفحم والذخائر لتموين السفن الحربية المتجهة إلى الشرق الأقصى.
لم تقم فرنسا باحتلال أوبوك عسكريا حتى عام 1882، بينما أيقظت الأحداث التي كانت تجري في مصر أذهان الفرنسيين إلى أهمية المنطقة التي وضعت فرنسا يدها عليها، فأسرعت بارسال قواتها لاحتلال أوبوك كما ضغطت على السلطان ليتنازل لها عن بقية ممتلكاته المحيطة بهذه المنطقة بما في ذلك سواحل خليج تاجورة وامتدت حدود المنطقة التي وضعت فرنسا يدها عليها في الداخل حتى قرب ميناء هرر، ولم يكن الاحتلال البريطاني لمصر هو السبب الوحيد لاندفاع فرنسا نحو أوبوك وانما كان الاحتلال الإيطالي لعصب وزيادة النشاط التجاري بينهما وبين أثيوبيا من العوامل التي شجعت فرنسا لدعم سيطرتها على المنطقة.
وقد عهدت الحكومة الفرنسية إلى ليونس لاجارد لاحتلال المنطقة وصدر مروم في 24 يونيو 1884 بتأسيس مستعمرة أوبوك فدخل لاجارد في مفاوضات مع الزعماء المحليين، ووقع في نفس العام سلاطين رهيطة وتاجورة، معاهدتين وافقتا فيهما على وضع أراضيهما تحت الحماية الفرنسية.
ولم يكتف لاجارد أن أوبوك أصبحت مستعمرة فرنسية في 1885، فعمل على تدعيم سيطرة بلاده في منطقة أخرى في جنوب خليج تاجورة وخاصة في جيبوتي، فقد تنبه لاجارد إلى ضرورة تغيير مركز الحكم في المنطقة من أوبوك وخاصة وأن مينائها كان غير ذات قيمة، وكان الإيطاليون يهددونه بسهولة من الشمال عند رأس دوميرا، كما كانوا يقومون باغراء الدناقل بالمال والهدايا، وغيرها من وسائل المستعمرين المتننافسين وذلك لكي لا يعملوا في خدمة السلطات الفرنسية في أوبوك ولذلك اختار لاجارد مكانا يقع على طريق القوافل، بعيدا عن الإيطاليين والدناقل، ويصلح بدرجة أكثر للملاحة فاختار جيبوتي التي تقع في بلاد العيسى، في الصومال، ولم تمانع الحكومة الفرنسية في ذلك وكانت جيبوتي تقع في طريق التجارة والمواصلات العالمية ومن الممكن أن تتحكم في تجارة المناطق الداخلية من القارة وخاصة القادمة من الحبشة وهرر كما كان لها طابع المدينة المأهولة بالسكان فيها يعيش الأرمن، والسوريون والأتراك والمصريون والهنود، والعرب، كذلك لم تكن فرنسا ستخسر كثيرا إذا ما نقلت ادارتها من أوبوك وهي هدفهم فقط، ولم تقم فرنسا بانشاء المنشآت في المنطقة الواقعة جنوب خليج تاجورة الا منذ عام 1888.
ولما كانت بريطنيا قد استولت على زيلع وبربرة، فقد عملت فرنسا بدورها على التوسع في الأراضي التي اشترتها في أوبوك واتخذتها نقطة للتوسع في السواحل المصرية المجاورة باستيلائها على قبة الخراب وتاجورا فوقع تنافس دولي بين بريطانيا وفرنسا وأثير حقول الدولة العثمانية، وانتهى التنافس بحصول فرنسا على جيبوتي ولكن كان لابد من الوصول إلى اتفاق بين الدولتين.
وأظهرت فرنسا لانجلترا رغبتها في الوصول إلى حل للمسألة والاتفاق معهها فتعترف بريطانيا بملكية فرنسا للساحل الجنوبي تاجورة من قبة الخراب حتى راس جيبوتي في مقابل أن توافق فرنسا على الاعتراف بنفوذ بريطانيا من زيلع إلى الشرق منها نظير حصولها على المناطق الواقعة إلى لغرب من الميناء الهام في تلك المناطق واقترحت فرنسا أن تنشئ خطا مستقيما يمتد على الخريطة من زيلع إلى هرر، كأساس للحدود بين المحميتين الفرنسية والبريطانية، ولكن السلطات البريطانية اعترضت على هذا الاقتراح، فاقترحت أن تقيم خطا آخر يمتد من رأس جيبوتي إلى هرر، كما اقترحة حرية التجارة على طوريق القوافل الذي رسمت عليه هذه الحدود، ووافقت فرنسا على ذلك واعدت وزارة الخارجية البريطانية الوثائق للتوقيع، وعندئذ تنبهت فرنسا إلى أنها ترغب في الاستيلاء على رأس جيبوتي نفسها، فأبلغت بريطانيا بذلك.
تم توقيع الاتفاق البريطاني لتحديد حدود الصومال في 9 فبراير 1888 بعد مفاوضات بين كل من سالسبوري والسفير الفرنسي وادنجتون واعترف بريطانيا بحماية فرنسا على سواحل خليج تاجورة، ورسم خط للحدود بين الدولتين وشملت هذه الحماية السكان والقبائل غرب الخط المرسوم للحدود واعترفت حكومة فرنسا بحماية بريطانيا على السواحل وشرق الخط المسروم من بندر زيادة وشملت الحماية القبائل والسكان، كما تعهدت الدولتان بعدم التدخل في مناطق نفوذ كل منهما كذلك نصت المعاهدة على عدم ضم هرر وعدم السماح لأية قوة بضمها، وتم الاتفاق على فتح طريق القوافل من زيلع إلى هرر والسماح بحرية التجارة، وقد تعهدت الدولتان بحسن معاملة الشيوخ والزعماء والقبائل في المناطق الواقعة تحت حمايتها وأكد اللورد سالسبوري بعد توقيع المعاهدة للسفير الفرنسي في لندن وادنجتون أن حكومة بريطانيا ستعمل في المستقبل كما عملت في الماضي على عدم التدخل في حقوق سلطان تركيا.
كما تعهدت الدولتان باتخاذ كافة الإجراءات لمنع تجارة الرقيق وتجارة الاسلحة في الأراضي الخاضعة لكل منهما.

## تقرير علمي عن شوا والصومال

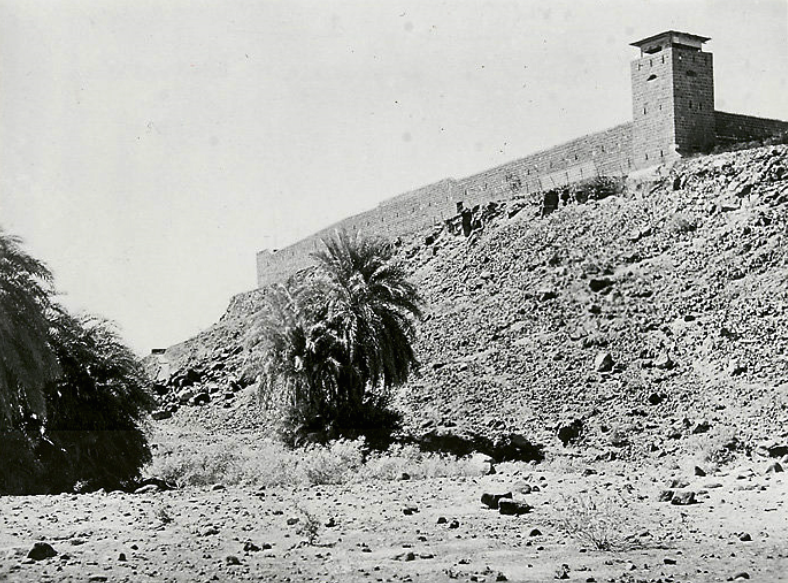
حصن فرنسي في الصومال

وبعد أن قام روشيه برحلته عبر خليج تاجورة وأرض شوا كتب مذكراته التي سماها: (التأملات السياسية والتجارية في مملكة شوا وجنوب الحبشة) وفيما يلي الأعتبارات الهامة بالنسبة لفرنسا كما يراها روشيه في مذكراته.
1- نشرالحضارة الفرنسية في شرق أفريقيا على غرار ما تفعل بريطانيا في غرب أفريقيا، ومما يسهل رسالة فرنسا أن الحبشة على دين فرنسا ورغبة ملك شوا في السيطرة على كافة السلطات وإقامة علاقات تجارية مع فرنسا مما يجعل التبشير والحضارة والأقتصاد تسير في خطوط متوازية لا تعارض بينها.
2- كثرة الأسواق الأستهلاكية في الصومال وشوا ، وغناها بالموارد الطبيعية النادرة والغالية الثمن في أوروبا ، بالأضافة إلي فرص واسعة تحتاج لحركة استغلال جديدة لصالح فرنسا.
3- يقول روشيه (يكفينا أن نعرف فوق ذلك أن الحبشة تتحكم في منابع النيل وفي جزء هام من مجرى ذلك النهر لكى نجزم بالأعتقاد مصيريهما يؤثران في يوم من الأيام على مستقبل مصر ، ولما كانت هذه الدولة الأخيرة تحتل مكانا كبيراً في الشئون السياسية الأوربية فمن الواضح أن استعداد إحدي الدول العظمي لأقامة نفوذها وبسطه على الحبشة يعتبر مسألة كبيرة الأهمية.)
4- يملك حاكم شوا قوة حربية هائلة ويمكنه توحيد الحبشة تحت إشراف فرنسا.
ولتحقيق هذه المشروعات اقترح روشيه إيجاد علاقات مع شوا والصومال كالتالي:
أ- تحقيق مطامع ملك شوا الشخصية بإرسال بعض الأسلحة والبنادق والمدافع لاستعمالها في حروبه مع الجالا الوثنيين ، وتحويلهم إلي المسيحية. مع إضافة بعض الهدايا الشخصية حتي يدرك أن علاقته بفرنسا شئ له اعتباره بالأضافة إلي تدعيم مركزه وسلطته في البلاد.
ب- ومن حيث أن تجارة شوا تمر عبر طرق ومواني صومالية وخاصة ميناء بربره وميناء زيلع وهما على أكبر طرق القوافل بين هرر وخليج عدن فإن احتلال الميناءين وضمان نفوذ فرنسا فيهما أمرله الأعتبار الأول في نجاح المشروعات السالفة.
ويذكر روشيه عن مدينة زيلع أن لها ميناء داخليا وآخر خارجيا على مسافة عشر دقائق من الميناء الداخلي، ولهذه اليناء إمكانية إستقبال عشر سفن في حمولة 400 طن بالأضافة إلي أنه ميناء محمي عن الزوابع طبيعيا والمدنية في حماية خمسين بدوياً ولها أربعة مدافع منها اثنان ناحية البحر واثنان ناحية الداخل، وفي المدينة سوق رائجة في البن والصمغ العربي والجلود وغيرها من منتجات هرر.
ويذكر عن ميناء بربرة أن له إمكانية استقبال من عشرة إلي إثنيتي عشرة سفينة وأن حركة الميناء فصيلة تتعطل خلال أشهر الصيف الشديدة الحرارة من أكتوبر إلي فبراير من كل عام حيث يهجرها السكان إلي الهضاب الداخلية.

### بدء المناورات العملية لفرنسا في الصومال
لم تظهر فرنسا أي نشاط عملي تجاة الصومال إلا حينما رفضت السلطات البريطانية في عدن تموين السفن الفرنسية بالفحم بحجة أنها على الحياد أثناء الحرب الفرنسية في الهند فكان على فر نسا أن تبدأ مناوراتها العملية تجاه الصومال للبحث عن قاعدة لتموين سفنها بالفحم أثناء مرورها في خليج عدن، وخاصة بعد أن أنشأت فرنسا وزارة المستعمرات والجزائر في عام 1858.
وحدث أن كان الكابتن ليجيني الذي بقوم بجولة استطلاعية عبر مواني بربره وزيلع وجزر موسي وخليج تاجورة تقابل مع الشيخ إبراهيم أبو بكر حاكم زيلع أثناء زيارته لتاجورة ، وطلب منه بسط الحماية الفرنسية علية مقابل تنازله عن قطعة أرض كبيرة قرب تاجورة.
ويرجع طلب الشيخ إبراهيم للحماية الفرنسية إلي أن السلطات البريطانية في عدن قامت بمصادرة سفينة تجارية يملكها الشيخ إبراهيم بحجة أنه يتعامل في تجارة الرقيق، وأنه عميل فرنسي على ساحل الصومال، وبطبيعة الحال صادف طلبه كل استجابة عند ليجيني وفرنسا لأن خليجتاجورة له ميزتان: أولا -أنه ميناء على الطريق البحري، وثانيا- مخرج طبيعي لتجارة الحبشة والصومال.
قام ليجني بناءً على تعليمات الحكومة الفرنسية، بتوزيع الأسلحة والهدايا والمال على المشايخ المحليين، وفي نفس الوقت كتب احتجاجا لدى السلطات التركية لأخذهاأربعة آلاف ريال كغرامة من الشيخ إبراهيم أبوبكر لبيعه حطام سفينة قديمة ، وذكر ليجيني أن هذه السفينة فرنسية وهي من اختصاصات فرنسا. واسترد المبلغ وأعاده للشيخ إبراهيم أبوبكرمماكان له وقع طيب في نفس الشيخ أبو بكر والرؤساء المحليين، وأيقنوا عن طيب خاطر أن الفرنسيين محبون للصومالين وناصرون لهم على الأتراك الذي يضغطون عليهم تبعاً لسياسة بريطانيا.

### اتفاقية لم تخرج إلي حيز الوجود
وفي 13 أكتوبر عام 1859 وصلت خليج تاجورة بعثة فرنسية بقيادة راسل لأجراء دراسات وعقد معاهدات سرية مع رؤساء الدناقل ما بين مصوع وقبة الخراب، واستطاع راسل أن يوقع اتفاقية مع ملك تجرة بمقتضاها تنازل ملك تجرة عن المنطقة التي تمتد من حافة جبل جودام حتي جزر أوده وديسبك عبر سهل زولا والأاضى المحيطة بخليج عادولي. وذلك مقابل حماية فرنسا له ولممتلكاته على شاطئ البحر الأحمر حتي مدينة زيلع، على أن يتعهد ملك تجرة وخلفاؤه ورعاياه بعدم التنازل أو التعهد أو ترك أي جزء من بلاده لدول أخرى بدون موافقة فرنسا.
ومع هذه المكاسب الفرنسية الظاهرة فإن الإتفاقية حكم عليها بالبقاء سرا أي أصبحت اتفاقية ميتة، ذلك أن ثيودور ملك الحبشة استطاع أن يقتل ملك تجرة، واحتفظت فرنسا بالإتفاقية في وزارة الخارجية كسردون مطالبة ثيودور أو غيره بتنفيذها.

## معاهدة أبوك
وفي نفس العام (1859) قتل هنري لامبرت القنصل الفرنسي في عدن على ظهر باخرة قرب جزيرة موسى وأشيع أن قتله تم بمعرفة حاكم زيلع، فأرسلت فرنسا لجنة للتحقيق في مقتل القنصل الفرنسي والمطالبة بالتعويض من الجناة ، غير أن قائد البعثة الفرنسية المدعو فليروى لانجل لم يبد اهتماما بتتبع الجناة بقدر ما ركز اهتمامه في ابرام اتفاقيات مع شيوخ قبيلة هبر تلجعلا الذين طلبوا الحماية الفرنسية على ممتلكاتهم كما تقول الدوائر الفرنسية.
وعادت لجنة التحقيق في مقتل القنصل الفرنسي في عدن الي فرنسا ومعها الشيخ ديني أحمد أبو بكر ابن عم شيخ تاجورة الذي وقع نيابة عن سلطان (تاجورة) وعن سلطان لهيطة وشيوخ صوماليين على معاهدة أبوك وهذانصها:
أتم الأتفاق على معاهدة وزير الدولة للشئون الخارجية لجلالة امبراطور فرنسا وديني أحمد أبو بكر بالنيابة عن محمد بن محمد سلطان ديني وأمير على إبراهيم أبوبكر وشاهيم وسلطان لهيطة زعيم قبائل الدناقل وغيرها والمخول له جميع سلطات هذه القبائل.

### المعاهدات والإتفاقيات
أصدرت الحكومة الفرنسية عن طريق وزارة المستعمرات الفرنسية تعليمات وتوصيات الي قائد محمية أبوك بالتوسع في المستعمرة، والعمل على إغراء الشيوخ الصوماليين وكسب ودهم لوضع أنفسهم وممتلكاتهم تحت الحماية الفرنسية، وأن الحكومة الفرنسية رصدت مبلغ خمسين ألف فرنك باسم قائد المحمية لتسهيل عملية المفاوضات وإبرام الإتفاقيات والمعاهدات مع الشيوخ الصوماليين، دون الدخول في صدام مسلح مع قوات بريطانيا المرابطة في عدن وسوقطرة وساحل الصومال الشمالي.

#### معاهدة مع سلطان تاجورة
أشيع أن البريطانييين يعملون في استمالة صاحب تاجورة نحو وضع بلاده تحت الحامية البريطانية، فأسرع لاجارد الممثل السياسي الفرنسي في أبوك إلى عقد اتفاقيات مع شيوخ الصومال وتمكن لاجارد الداهية من ذلك عن طريق الهدايا الثمينة، ووليمة كبيرة أقامها للشيوخ الصوماليين والأعيان على ظهر السفينة تكريماً لاستقبال سلطان تاجورة الذي وقع عقب الاحتفال في 21 سبتمبر 1884، على معاهدة مع لاجارد نائب الحكومة الفرنسية في أبوك.
وكانت المعاهدة بشأن الحماية الفرنسية على ممتلكات السلطان وتنظيم مرتب شهري للسلطان ووزيره بعد انقطاع المرتبات المخصصة لهما من قبل الحكومة المصرية، واعتمدت الحكومة الفرنسية المعاهدة التي أبرمت (في 22أغسطس 1885) بين مستر م.لاجارد حاكم ابوك نيابة عن الحكومة الفرنسية، وحامد بن سلطان تاجورة، حاكم المنطقة التي بين رأس على علي إلى قبة الخراب.

### ضم تاجورة رسمياً إلى ممتلكات فرنسا في الصومال
لم تتخذ الحكومة الفرنسية حركة استغلال فعلي لتاجورة رغم أن المعاهدة تعطيها هذا الحق، مما جعل سلطان تاجورة يتقدم بشكاوى إلى لاجارد من أن بعض الصوماليين قاموا برفع العلم المصري مرة أخرى على رأس علي، وأنه في حاجة إلى قوة بوليسية لحماية المنطقة. قاتصل لاجارد بالقنصل الفرنسي في القاهرة يناشده العمل للحصول على موافقة من خديوي مصر باحتلال فرنسا لمنطقة تاجورة، لأنه يرى أن رفع العلم المصري على تاجورة إنما كان بتوجيه إنجليزي، ولذا يخشى أن يحدث تصادم مسلح مع القوات البريطانية المرابطة على ساحل الصومال الاشمالي وعدن.
وفي عام 27 سبتمبر 1884 بعثت الحومة الفرنسية بتعليمات إلى لاجارد بأن سيستعد لاحتلال عملي لتاجورة عقب انسحاب الإدارة المصرية مباشرة من الأراضي الصومالية، وإذا حدث ظهور قوات إنجليزية، فعليه أن يقدم احتجاجاً لدى الحكومة الإنجليزية وأن يبتعد عن أي صدام مسلح.
وخلال فترة انسحاب الإدارة المصرية عن ساحل الصومال، وانشغال البريطانيين في احتلال بربره وزيلع كان الإيطاليون يتوسعون حول عصب وكان الفرنسيون قد رفعوا أعلامهم على رأس علي وانجازه.
ولم تتقدم بريطانيا بأي احتجاج ضد فرنسا أو إيطاليا وإنما أعلنت اعترافها بالوضع القائم فعلاً حتى تضمن اعتراف الدولتين باحتلال بريطانيا لبربره وزيلع، وفي الوقت نفسه تظهر بريطانيا أمام الرأي العام والشعب الصومالي بأنها لم تنفرد بالاحتلال الاستعماري لأراضي في شبه جزيرة الصومال.
في 25 نوفمبر1884، أقام قائد الحامية الفرنسية في أبوك احتفالاً رسمياً دعا إليه شيوخ وزعماء القبائل وذلك بمناسبة ضم تاجورة رسمياً إلى ممتلكات فرنسا وأطلقت المدافع تحية وذكرى لإنشاء القاعدة الأساسية لمستعمرة الصومال الفرنسي.
وهذه المكاسب الفرنسية على ساحل الصومال قد دعمها تنفيذ القانون الفرنسي في 12 أغسطس 1885 من أجل تأسيس مستعمرة أبوك والحماية على تاجورة وملحقاتها الإقليمية، ولم تحتج بريطانيا على هذه الحركة التوسعية للفرنسيين حول خليج تاجورة رغم أن بريطانيا سبق لها أن أبرمت معاهدة مع سلطان تاجورة في 1880، أي قبل معاهدة فرنسا مع سلطان تاجورة بنحو أربع سنوات، وكانت المعاهدة الإنجليزية تلزم السلطان بعدم التنازل أو التعامل مع أي دولة أخرى، وكانت بريطانيا ترمي من وراء ترك منطقة تاجورة لفرنسا أن تضمن عدم تدخل الفرنسيين في شئون الساحل الشمالي للصومال خلال فترة انشغالها بجمع التوقيعات على المعاهدات التي كانت أعدت في عدن ليتم امضاؤها والتصديق عليها في الصومال عبر الأراضي الممتدة من زيلع إلى رأس حافون.

#### معاهدة مع سلطان جوباد
بعد أن دعمت فرنسا سلطانها على أبوك وتاجورة عمل مثلها السياسي في أبوك على اغراء السلطان أحمد لهيطة سلطان جوباد ليكون صديقاً لفرنسا، ويترك صداقته لإيطاليا مقابل أن تساعده فرنسا على عودة خورانجار لنفوذه، وبذلك أمكن للداهية الفرنسي لاجارد إبرام معاهدة مع سلطان جوباد في يناير 1885 بالنص التالي:
| الصومال الفرنسي | مادة 1: لتعزيزروابط الصداقة التي تربط فرنسا بالسلطان أحمد لهيطة شخصياً وبالنيابة عن ورثته ، يمنح إقليمية لحكومة الجمهورية الفرنسية. مادة 2: يتعهد السلطان لهيطة بألايبرم أي معاهدة أو اتفاق مع أي شخص دون استشارة ممثل فرنسا والحصول على موافقة تحريرية منه. مادة 3: تتعهد الحكومة الفرنسية بحماية السلطان من الأجانب. مادة 4: إذا ماوجدت الحكومة الفرنسية أن من المناسب إقامة قافلة تنتهي عند قبة الخراب يتعهد سلطان لهيطة بتحمل مسئولية حماية هذه القافلة، وأن يتعاون مع ممثل الحكومة في تنظيمها ورحيلها النظم. مادة 5 : في حالة الإختلاف في تفسير المعاهدة يلجأ الي النص الفرنسي. امضاء-لاجارد حاكم أبوك ختم السلطان أحمد لهيطة معاهدة مع رؤساء قبائل العيسي الصومالية : أبرمت معاهدة صداقة وحماية فرنسية مع قبائل العيسي الصوماليين في 26 مارس 1885 هذا نصها: مادة 1: صداقة. مادة 2: موافقة زعماء القبائل على وضع بلادهم تحت الحماية الفرنسية. مادة 3: تتعهد الحكومة الفرنسية من جانبها بتسهيل حركة التجارة على الساحل وخاصة في أمبادو. مادة 4: تتعهد قبائل العيسي من جانبها بتقديم المساعدات باستمرار لفرنسا ، وعدم التوقيع على أى معاهدة أو أى اتفاق بأى صورة كانت دون موافقة حاكم أبوك ، وإلاتعتبرالمعاهدة ملغاة. امضاء. لاجارد. حاكم المستعمرة (بصمات حكام القبائل وعددهم ثلاثة عشر حاكماً ) | الصومال الفرنسي |

#### مشاكل حدود المستعمرة الفرنسية في الصومال
منذ أن أبرمت فرنسا معاهدة تاجورة في عام 1862 وهي تعمل على جمع التوقيعات على اتفاقيات ومعاهدات من شأنها زيارة مساحة المستعمرة الفرنسية في الصومال مما كان له أثره في النزاع بين فرنسا وإيطاليا، وبين فرنسا وبريطانيا بشأن تحديد حدود المستعمرة الفرنسية الواقعة بين مستعمرات إيطاليا وبريطانيا.

##### نزاع الحدود مع إيطاليا
وهي تتركز في مشكلة خورأنجار الذي يقع الي الشمال من أبوك وجنوب مستعمرة عصب الإيطالية. وقد اعترض القنصل الإيطالي في عصب على معاهدة أبوك بأنها لاتحتوي على خور انجاز كما أخبره مشايخ لهيطة الذين طالبوا بتحقيق في المعاهدة (أبوك) لمعرفة ما إذا كان خور انجار تابعاً لمحمية أبوك الفرنسية أم لا. وفي الوقت نفسه طالب مشايخ لهيطة أن تحميهم الحكومة الإيطالية وفق معاهدة الحماية الإيطالية على سلطنة لهيطة. ويذكر القنصل الإيطالي في مذكرته المقدمة لحكومة إيطاليا بشأن مشكلة خور انجار، أنه قام بتهدئة حالة الثورة الشعبية التي قام بها شعب لهيطة ضد الاحتلال الفرنسي لخور انجار، وبناء عليه قدمت الحكومة الإيطالية طعناً في اتفاقية أبوك باسم المشايخ المحليين لتحول دون توسيع الفرنسيين حول أبوك وجاءت إجابة حكومة فرنسا بأن احتلال خور انجار شيء طبيعي مؤيد بالوثائق التي تشير الي امتدادها جنوباً الي رأس دميره التي هي الحد الشمالي على الساحل للأراضى التي منحها العقد المبرم مع شيوخ الدنافل لفرنسا في 11 مارس سنة 1862.
وأسندت المفاوضات بشأن مشكلة خور انجار الي القنصل الفرنسي في أبوك والقنصل الإيطالي في عصب، وصمم لاجارد القنصل الفرنسي على عدم أعطاء أي ميزة للإيطاليين الي الجنوب من رأس دميرة وعدم مناقشة اتفاقية 1862.
وفي الواقع لم يكن لسلطان لهيطة أي حقوق شرعية فقد كان شيخاً على البلاد، ثم موظفاً لدى حكومة مصر التي فصلته من عمله في عام 1881، ثم قامت إيطاليا بتعيينه حاكماً على البلاد حتي يتمكنوا من إبرام معاهدة باسم السلطان.
وقام لاجارد بخطوة علمية بأن احتل رأس دميرة لتكون إيطاليا أمام الأمر الواقع، وفي الوقت نفسه استنجد بقوات فرنسية لتقوية المحمية واعادة حالة الشعب الي شيء من الإستقرار.
وتمكن لاجارد من كسب صداقة أبي بكر باشا حاكم زيلع ووزير تاجورة وأن يعقد اتفاقا ًمع سلطان لهيطة ، وبذلك قطع الأمل أمام الإيطاليين في المطالبة بخور انجاز.
ولكي يدعم من نفوذه في أبوك وملحقاتها قام بإنشاء معمل تكرير المياه وبناء سقالة بحرية في ميناء أبوك وعمل على تشجيع الهجرة الفرنسية الي أبوك ، كما عمل لاجارد على إنشاء منطقة خاصة بالصوماليين وبذلك وضع أسس العمل في أبوك وملحقاتها.

##### نزاع الحدود مع بريطانيا
أتجهت المناورات البريطانية الي ناحية امبادو التي تمثل منقطة إستراتيجية هامة على طريق التجارة مع هرر، فأوعز القنصل البريطاني في زيلع الي رؤساء القبائل أن يقوموا بثورة ضد الفرنسيين بشأن أمبادو وأنها خارجة عن نفوذ فرنسا، وقام بعض أعوان بريطانيا برفع العلم البريطاني وإنزال العلم الفرنسي ، فأسرع لاجارد بسياسته الممثلة في الهدايا والنقود والأماني الي كسب ود الشيوخ في منطقة أمبادو حتي طلبوا منه الحماية الفرنسية على أراضيهم: فوافق لاجارد في الحال، ومنحهم أياها دون الرجوع الي فرنسا لإنقاذ الموقف وبذلك قتل المناورات البريطانية في مهدها دون استفحالها وحصل لاجارد على حقوق لفرنسا في أمبادو على أساس اتفاقية 1862، وتنازل سلطان لهيطة عن كل حقوقه في هذه الناحية لفرنسا وشهد مشايخ العيسي على هذا التنازل، واعترفوا بالحماية الفرنسية على أراضيهم وأنفسهم، وارتفع العلم الفرنسي على أمبادو مرة ثانية، فاضطرت بريطانيا الي الاعتراف بنفوذ فرنسا في أمبادو ويرجع هذا العمل الفرنسي الناجح الي مهارة ممثلها السياسي وقائد حامية أوبوك.

### تودد فرنسا الي الحبشة
وجدت فرنسا أن بريطانيا وإيطاليا تعملان على إيجاد مناطق نفوذ لهما في ساحل الصومال وعلى الموانى بصفة خاصة وأن كلا منهما يتنافس في كسب ود المشايخ الصوماليين من ناحية وكسب ود المنافسين من ملوك الحبشة من ناحية أخرى لضمان مراكزهما في الصومال أو لتتحقيق مطامع شخصية، فدخلت فرنسا هذا المجال السياسي، وكانت أسرع الدول في تدعيم سلطتها وتوسيع نفوذها على طول خليج تاجورة من ناحية، وكسب ود منليك ملك شوا من ناحية أخرى.
فمن مراجعة كشوف الشحن في عدن الي ميناء أبوك وجد أن التاجر الفرنسي سافورا قد صدر الي منليك ملك شوا في رحلة واحدة عبر أبوك في 27 يونيو 1885 نحو 30 ألف بندقية و600 ألف خوذة حديدة وثلاثة ألف غدارة نارية لمشاة، ويذكر الشاعر الفرنسي آرثر الذي كان تاجراً للأسلحة في عام 1888 ومقيماً بمدينة هرر أنمنليك ملك شوا تسلم في غضون خمس سنوات أكثر من 44 ألف بندقية من أنواع مختلفة.
وبذلك تكون فرنسا قد حققت مقترحات الرحالة روشيه من تقوية العلاقات مع ملك شوا ليتمكن من السيطرة على منافسيه من ملوك الحبشة من ناحية وضمان بقاء الفرنسيين في الصوماليين في الصومال من ناحية أخرى.
وفي عام 1886 اتفقت فرنسا وبريطانيا على تحريم تصدير الأسلحة الي ملك شوا فربما تقع في يد قبائل هجمية مما بكون له آثار سيئة في محمية فرنسا ومحمية بريطانيا في الصومال على حد نص تعبير الإتفاقية، ولكن فرنسا لم تأخذ بالإتفاقية فقد كانت وجهة نظرها أن ذلك مكن مع الرؤساء المجاورين للساحل من الصغار والبربر كما قال وزير خارجيتها، ولكن ملك شوا والإمبراطور يملكان قوات عسكرية كبيرة من المستحيل منع تزويدهما بالأسلحة، كما أن وجهة نظر بريطانيا فيما بعد هي منع التسليح بصفة عامة حتى يمكن السيطرة والهيمنة على البلاد وفق المصالح البريطانية ودون اراقة الدماء.

### تأزم العلاقات الفرنسية الإنجليزية
بعد أن وطدت فرنسا علاقتها مع ملك شوا من ناحية ومع الإيطاليين في شمال المستعمرة الفرنسية فإنها بدأ تتتجه نحو توسيع المحمية ناحية الجنوب حتي زيلع، فادعي القنصل الفرنسي في هرر وزيلع بأن القبودان سالمون قبل مقتله على ظهر السفينة في عام 1859 كان قد إبرم معاهدة تنص على الحماية الفرنسية على المنطقة الممتدة من بلهار الي تاجورة بما في ذلك منطقة زيلع.
وكان هنرى القنصل الفرنسي في هرر وزيلع قد تودد الي أبي بكرباشا حاكم زيلع ووقع معه معاهدة اعلان الحماية الفرنسية على زيلع نظير مبلغ معين من المال من المصروفات السرية، غير أن خبر هذه المعاهدة وصل الي السلطات البريطانية على ساحل الصومال فأصدر القنصل الإنجليزي أمر بألقاء القبض على أبي بكر باشا ، ولكنه لجأ الي القنصلية الفرنسية التي أعلنت الحماية الفرنسية عليه، وتأزمت العلاقات بين القنصل الإنجليزي والقنصل الفرنسي حتي كادت تنشب حرب بين الدولتيين بشأن زيلع.

### تبادل المذكرات بين فرنسا وبريطانيا لتحديد مناطق النفوذ
اجريت مفاوضات بين فرنسا وبريطانيا بشأن خليج تاجورة والساحل الصومالي في فبراير 1888 على صورة تبادل المذكرات التالية التي حددت مناطق النفوذ لكل من بريطانيا وفرنسا علي ساحل الصومال.
| الصومال الفرنسي | سيادة الماركيز سالزبري كان لي الشرف في الحديث مع سيادتكم بشأن حقوق كل من فرنسا وبريطانيا في خليج تاجورة وسواحل الصومال بناء على رغبة حكومة الإمبراطورية الفرنسية وحكومة جلالة الإمبراطورة البريطانية، وبعد أن تبادلنا وجهات النظر في جو من المودة والصداقة تمكنا من الوصول الي الأتفاق على الأمور التالية. 1 - اعتبار الخط المستقيم الذي يبدأ من الساحل من نقطة مقابلة لأبار هارد حتي أياسوين، ومنها يتابع الخط سيره حتي طريق القوافل عند بيوكابويا، ومنها يساير طريق القوافل -زيلع- هرر- مارابجلدبسيا، على أن يكون هذا الخط فاصلاً بين الأراضى التي تحت الحماية الفرنسية، وتلك التي تحت الحماية البريطانية، واعتبار منطقة أبارهارد مشاعاً بين كلتا الدولتيين. 2 - تعترف الحكومة البريطانية بمحميات فرنسا على سواحل تاجورة الواقعة الي الغرب من الخط المذكور بما في ذلك جزر موشا، وجزيرة باب الواقعة في الخليج وعلى القبائل والفروع في المنطقة المحدودة سابقاً كما تعترف الحكومة الفرنسية بمحميات بريطانيا على الساحل الواقع شرق هذا الخط حتي بندر زياد وعلى القبائل والفروع في المنقطة المحددة سابقاً. 3 - تتعهد حكومة فرنسا بمنع أى تدخل في شرق الخط المذكور كما تتعهد بريطانيا بنفس العمل في الخط المذكور. 4 - تتعهد الحكومتان بألا تحاول أحدهما ضم هرر أو وضعها تحت الحماية وعند تبادل التعهد لاتتخلي الحكومتيان عن مقاومة أى محاولات أجنبية أو ادعاءات من دولة أخرى للحصول على حقوق في هرر. 5 - حرية التجارة على طريق القوافل من زيلع الي هرر لتجارة الدولتيين وتجارة الأهالى. 6 - تتعهد الدولتان بعمل اللازم لمنع تجارة الرقيق واستيراد الأسلحة الخاضعة لسلطانهم. 7 - تتعهد حكومة بريطانيا بإحترام معاملة الأشخاص الذين تحت حمايتها سواء كانوا رؤساء أو أفراد قبائل ممن سبق أن كانوا تحت الحماية الفرنسية كما تتعهد حكومة فرنسا من جانبها بحماية الرعايا والقبائل الذين تحت حمايتها. وفي حالة الموافقة على ما جاء في هذه المذكرة أكون شاكراً لو تفضلتم سياتكم بتسجيل هذه الإتفاقية التي وقعناها بالنيابة عن حكومتنا الموقرة. 9 فبراير 1888 - وزارة الخارجية وادينجتون | الصومال الفرنسي |

| الصومال الفرنسي | السيد السفير وادينجتون. تشرفت باستلام مذكرة سعادتكم بشأن التنظيمات التي اتفقنا عليها بخصوص حقوق كل من بريطانيا العظمى وفرنسا في خليج تاجورة والساحل الصومالي. ونص الإتفاقية كما يلي: (نفس البنود السابقة بالنص الحرفي) ويسرنى أن اجراءات التنظيمات التي جاءت في مذكرة سعادتكم قد وافقت عليها حكومة جلالة الملكة، وستعتبر ارتباطاً بين الدولتين من وقتنا هذا. وبناء عليه استطيع أن أسجل أنني أدركت أن المادة الثالثة من الإتفاقية تخول حماية أى من الفريقين للمواطنين الذين في حماية الفريق الآخر، وأن سيادتكم موافقون معي على هذه النقطة كما بدا في الحديث الودى. سالسبري | الصومال الفرنسي |

### اعلان الحماية الفرنسية
وبالإتفاقية السابقة تم اعتراف كل من بريطانيا وفرنسا بحق الطرف الأخر، بالحماية على الجانب الغربي والجانب الشرقي كل بما يخصه على طول خط التقسيم في اعطاء حرية التجارة للدولتين والمواطنين على طول طريق التجارة بين زيلع وهرر، وتنازلت فرنسا عن تعيين وكيل خاص لها بزيلع، كما أن الطرفين وافقا على أبعاد القنصلين الإنجليزي والفرنسي عن ساحل الصومال.
وقامت فرنسا بعد ذلك بتحويل قاعدتها من أبوك الي جيبوتي، ذلك الميناء الضخم ذو الموقع الحساس عند مدخل خليج تاجورة -على خليج عدن - وفي مواجهة عدن مما دعا الفرنسيين الي إعلان الحماية الفرنسية التفكير في تحويل تجارة هرر الي ميناء جيبوتي الجديد، غير أن هررتعتبر مركزا حيويا لجارة شوا ومعني تحويل تجارة شوا وهرر الي جيبوتي القضاء على نفوذ ومكاسب إيطاليا في الحبشة، وكانت فرنسا تخشى التصادم مع إيطاليا التي فسرت معاهدة وتشاله مع الحبشة بأنها معاهدة حماية على الحبشة، وفي رأي الإيطاليين أن هرر جزء من المستعمرة الحبشية فكان صراعاً سياسياًبين إيطاليا وفرنسا وبريطانيا خرجت منه فرنسا بحدودها الحالية في الصومال الفرنسي.

## توحيد المستعمرات الفرنسية في شرق القارة

### على غرار المستعمرات الغربية والإستوائية
بعد أن فرغت فرنسا من دعم سيطرتها على شرق القاهرة، جمعت مستعمراتها الثلاث في منطقة واحدة، ولكن هذه المستعمرات انفصلت بعضها عن الآخر بمساحات شاسعة على عكس المستعمرات الفرنسية في غرب أفريقيا والتي كونت منها ما عرف باتحاد أفريقيا الغربية الفرنسية، كذلك مستعمراتها في أفريقيا الاستوائية التي كونت منها ما عرف بأفريقيا الاستوائية الفرنسية فكانت الأخيرتان أقاليم مجمعة متجاورة، أما في شرق أفريقيا فقد عرفت مستعمرات فرنسا بالاقاليم الموحدة لأن مستعمرات فرنسا فيها كانت متباعدة فمدغشقر وجزر القمر في المحيط الهندي، بينما الصومال الفرنسية على ساحل البحر الأحمر عند مدخل خليج عدن، ولذلك وحدت فرنسا هذه المستعمرات وأطلقت عليها اسم الأقاليم الموحدة تمييزا لها عن الاقاليم التي تجاورت فيها المستعمرات الفرنسية وقد اعتبرت فرنسا مستعمراتها أملاكا تابعة لها فيما وراء البحار لها الحق في الحكم فيها وفي توجيه ساستها .
وقد وضعت فرنسا مستعمراتها في شرق أفريقيا تحت دارة موحدة في الصومال الفرنسي منذ عام 1896 واتخذت جيبوتي مقرا للحاكم الفرنسي ووضعت فرنسا السلطة في يد الحاكم يعاونه مجموعة من الموطفين الفرنسيين يخضعون جميعا لوزارة المستعمرات الفرنسية، وقد اتسمت الإدارة الفرنسية في شرق أفريقيا باستخدام القسوة ضد الأهالي الذين حرموا تماما من الحقوق السياسية ومن الاشتراك في إدارة البلاد .

### السياسات المتبعة
وقد اتبعت فرنسا في المنطقة ما عرف باسم السياسة الفرنسية أو الاندماج ومعناها صبغ المستعمرات بالصبغة الفرنسية، وفرض التقاليد والنظم الفرنية وتشرب الأفارقة الثقافة الفرنسية والارتباط تاريخيا واجتماعيا وسياسيا بالأم الكبرى فرنسا .
ولكن رغم جهود فرنسا لم تنجح المحاولة في فرض السياسية الفرنسية فنادى بعض الكتاب الفرنسيين بضرورة اتباع سياسة جديدة في المستعمرات وفي مقدمة هؤلاء جول هارموند الذي دعا إلى ما عرف بسياسة المشاركة ويعتبر جول فري أحد أعلام هذا الاتجاه وتتلخص هذه السياسة في ان يتم التعاون بين الإدارة الحكومية الفرنسية ، وبين الافراد المحليين من اجل تكوين زعامات أفريقية تقود الشعب والمجتمعات إلى طريق الحضارة والمدنية ويكون من اهداف هذه السياسة الفرنسية الزعامات والقيادات أو فرنسة النخبة بدلا من الفرنسة الجماعية للشعب، وهكذا أصبح هدف الرسالة تكوين نخبة تستوعب التراث الفرنسي، وتشكل نفسيتها ومفاهيمها وقيمتها بالتراث والقيم الفرنسية .

## الاستقلال
وفي عام 1958، أقيم في جيبوتي المجاورة، والتي كانت تعرف باسم الصومال الفرنسي في ذلك الوقت، استفتاء لتقرير المصير حول الانضمام إلى دولة الصومال أو البقاء تحت الحماية الفرنسية، وجاءت نتيجة الاستفتاء برغبة الشعب في البقاء تحت الحماية الفرنسية. ويرجع السبب في خروج نتيجة الاستفتاء بهذا الشكل تأييد عشيرة عفار التي تكون غالبية النسيج السكاني لجيبوتي، للبقاء تحت الحماية الفرنسية وكذلك أصوات السكان الأوروبيين الذين تواجدوا في تلك المنطقة خلال فترة الحماية الفرنسية. أما باقي الأصوات التي صوتت ضد البقاء تحت السيادة الفرنسية فكانت من أبناء الصومال الراغبين في تحقيق وحدة كبرى للأراضي الصومالية المتفرقة وعلى رأسهم «محمود فرح الحربي» رئيس وزراء ونائب رئيس مجلس حكم الصومال الفرنسي، وهو صومالي الأصل من عشيرة عيسى، إلا أن حربي قتل بعد الاستفتاء بعامين في حادث تحطم طائرة. ونالت جيبوتي بعد ذلك استقلالها عن فرنسا في عام 1977 وأصبح حسن جوليد أبتيدون، وهو صومالي مدعوم من فرنسا، أول رئيس لجمهورية جيبوتي والذي بقى في الحكم منذ عام 1977 وحتى عام 1991.

## الهامش
1. ↑  هذا الشرط لا ينطبق على شئون قبائل الدنافل التي هى من اختصاصات السلطان فقط.